# Bildstock (Morlesau; Ochsenthaler Straße)

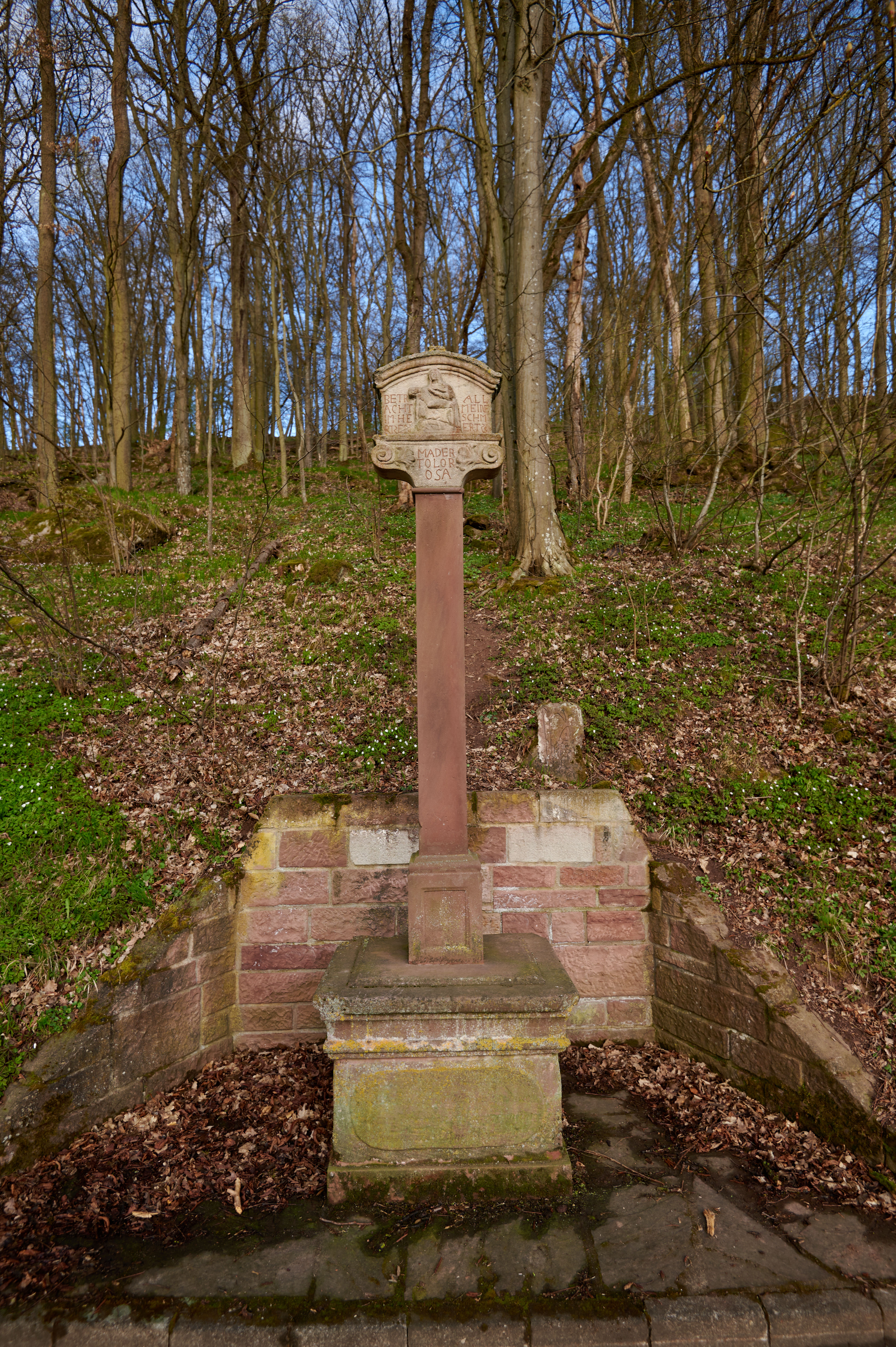
Bildstock in Morlesau, Ochsenthaler Straße

Der Bildstock Ochsenthaler Straße befindet sich in Morlesau, einem Gemeindeteil der Kleinstadt Hammelburg im Landkreis Bad Kissingen in der Ochsenthaler Straße, der Straße nach Ochsenthal. Hinter dem Bildstock befindet sich der „Fischerstein“.
Er gehört zu den Baudenkmälern von Hammelburg und ist unter der Nummer D-6-72-127-166 in der Bayerischen Denkmalliste registriert.

## Beschreibung
Der 340 cm hohe Bildstock besteht aus rotem Sandstein und entstand im Jahr 1751. Der Schaft hat einen Querschnitt von 20 cm × 27 cm. Der Sockel hat die Abmessungen 80 cm × 36 cm × 27 cm.
Das Kapitell hat die Abmessungen 57 cm × 61 cm × 15 cm und ist mit einem Rundbogenabschluss versehen. Es stellt im Halbrelief eine Pietà dar und trägt links davon die Inschrift

„BETRACHT

IM HERZEN“

sowie rechts davon

„ALLE

MEINE

SCHMERTZEN“

Das geschwungene Unterteil ist mit Voluten verziert und trägt die Inschrift:

„MADER (sic!)

DOLO

ROSA“

Auf der Rückseite befinden sich ein Christusmonogramm sowie die Jahreszahl „1751“, entlang des Rundbogens ist die Inschrift „GELOBT SEI JESUS CHRISTUS“ zu lesen.
Die hervortretende Inschrifttafel am Sockel trägt folgende Inschrift:

„O IHR ALLE

DIE IHR VORÜBERGEHET AM WEGE

GEBET ACHT UND SCHAUD

OB EIN SCHMERZ GLEICH SEI MEINEM SCHMERZE.“